# Gänserndorf
Gänserndorf osztrák város, az alsó ausztriai a Gänserndorfi járás központja. 2020 januárjában 11 643 lakosa volt.

## Elhelyezkedése

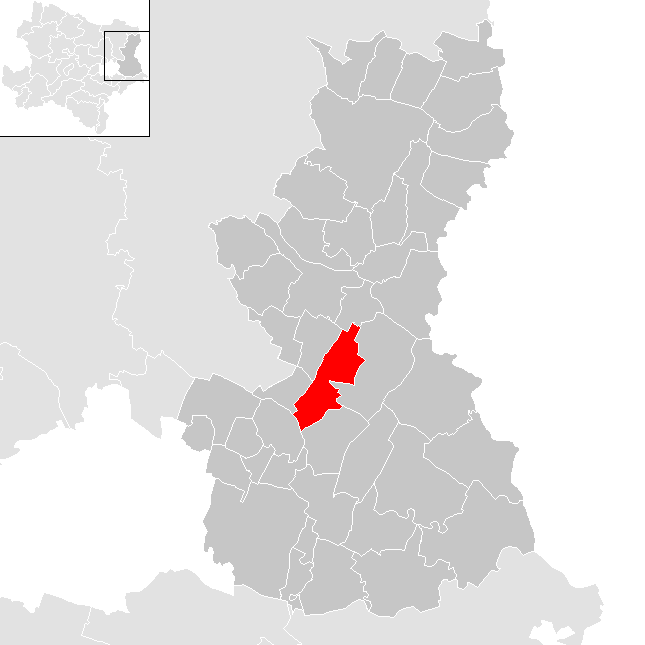
Gänserndorf a Gänserndorfi járásban

Gänserndorf a tartomány Weinviertel régiójában fekszik a Morva-mező északi részén, Bécstől kb. 20 km-re északkeletre. Legfontosabb folyóvizei a Weidenbach és a Sulzgraben. Területének 13,3%-a erdő, 64,5% áll mezőgazdasági művelés alatt. Az önkormányzathoz a következő települések és városrészek tartoznak: Gänserndorf,   Gänserndorf-Siedlung és Tiefental.
A környező önkormányzatok: északra Prottes, keletre Weikendorf, délre Obersiebenbrunn, délnyugatra Markgrafneusiedl, nyugatra Strasshof an der Nordbahn, északnyugatra Schönkirchen-Reyersdorf.  

## Története

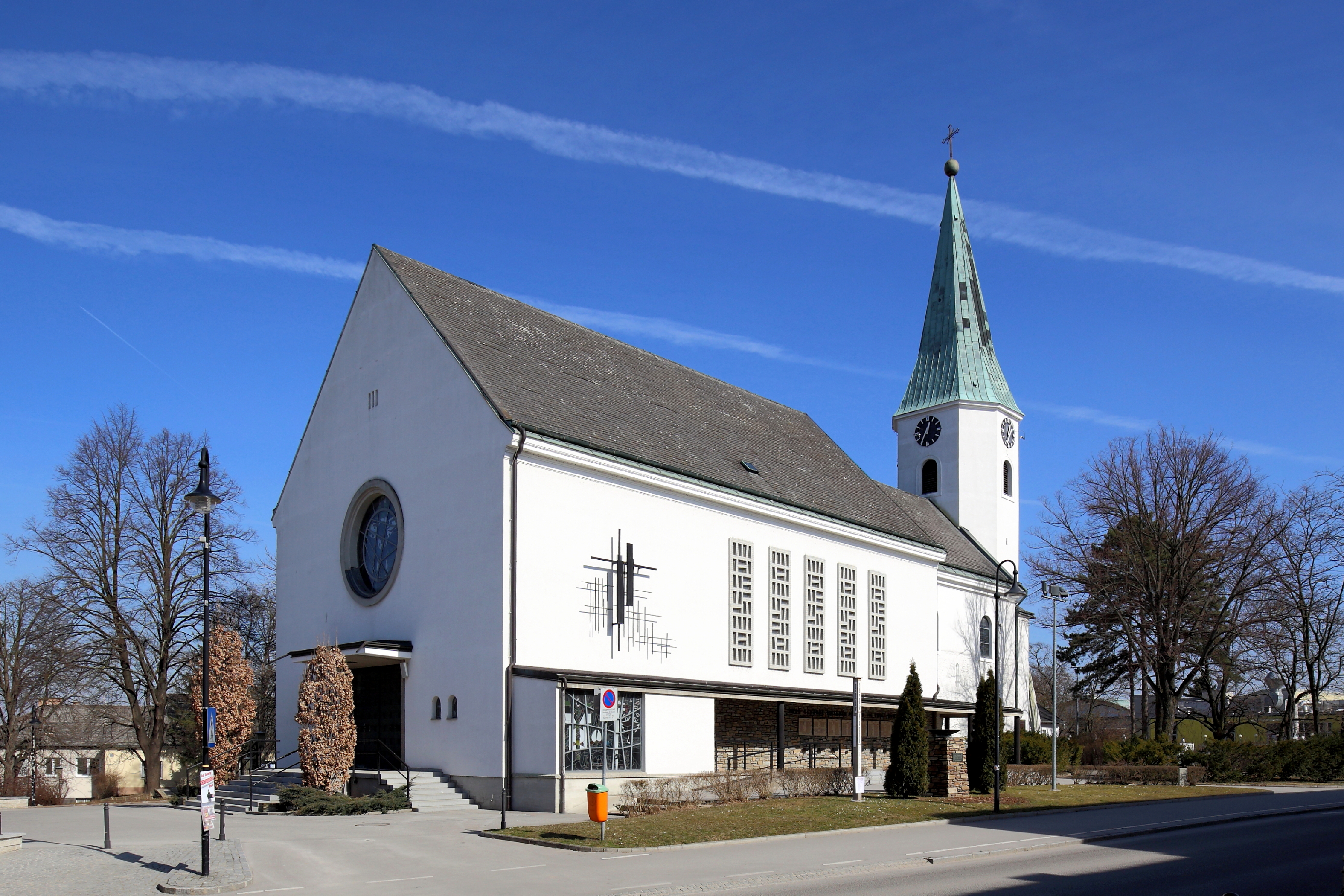
Az Őrangyal-plébániatemplom

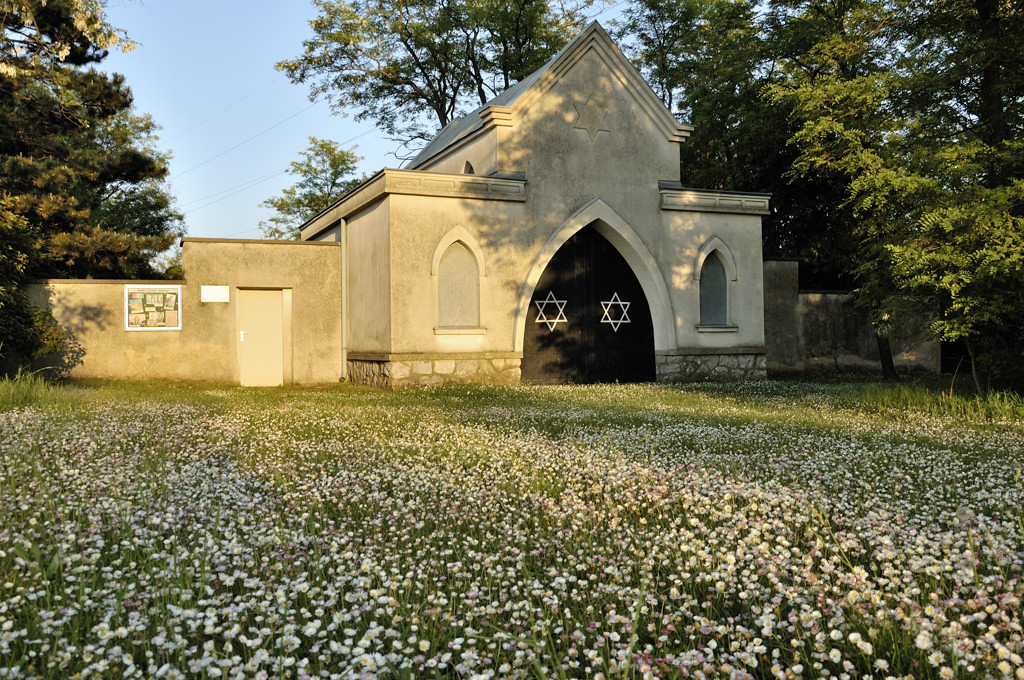
A zsidó temető

A települést először egy 1115-ös oklevélben említik Genstribindorf (Gänsetreiberdorf – „libapásztorfalu”) formában, ami vagy a közeli mocsarakban tenyésztett lúdfalkákra vagy egy Gänsetreiber nevű földbirtokosra utal. A középkor során több írásmóddal is találkozunk és a falu neve lerövidült. 1741-ben, Mária Terézia uralkodása idején Großgänserndorfként szerepelt az oklevelekben. 1750-től Unter-Gänserndorf im Marchfeld volt a hivatalos neve (hogy megkülönböztessék a Korneuburgi járásban fekvő Ober-Gänserndorftól). Mai nevét 1904-ben kapta az elöljáróság kérelme alapján.
A csendes falu 1838 után indult növekedésnek, amikor elérte az osztrák északi vasút, a (Nordbahn). 1853-ban mezővárosi jogokat kapott. A városi státuszt 1958 decemberében kapta az Alsó-Ausztriai Tartományi Tanács döntése alapján.
1938-ban tábort állítottak fel Gänserndorfban a munkanélkülivé vált bécsi zsidók számára, hogy ne foglalják a belvárosi lakásokat. A tábor 1939 áprilisában érte el legnagyobb kiterjedését 130 lakóval, akiket a földeken dolgoztattak. A bizonytalan finanszírozás miatt a tábort egy évvel később bezárták.    

## Lakosság
A gänserndorfi önkormányzat területén 2020 januárjában 11 643 fő élt. A lakosságszám 1961 óta dinamikusan gyarapodó tendenciát mutat; azóta több mint háromszorosára nőtt. 2018-ban az ittlakók 85,6%-a volt osztrák állampolgár; a külföldiek közül 1,6% a régi (2004 előtti), 4,2% az új EU-tagállamokból érkezett. 6,6% a volt Jugoszlávia (Szlovénia és Horvátország nélkül) vagy Törökország, 1,9% egyéb országok polgára volt. 2001-ben a lakosok 69,1%-a római katolikusnak, 3,3% evangélikusnak, 1,4% ortodoxnak, 3,6% mohamedánnak, 20,1% pedig felekezeten kívülinek vallotta magát. Ugyanekkor 34 magyar élt a városban; a legnagyobb nemzetiségi csoportokat a német (90%) mellett a törökök (2,4%), a szerbek (2,1%) és a horvátok (1%) alkották. 

## Látnivalók
- a római katolikus templom
- a zsidó temető

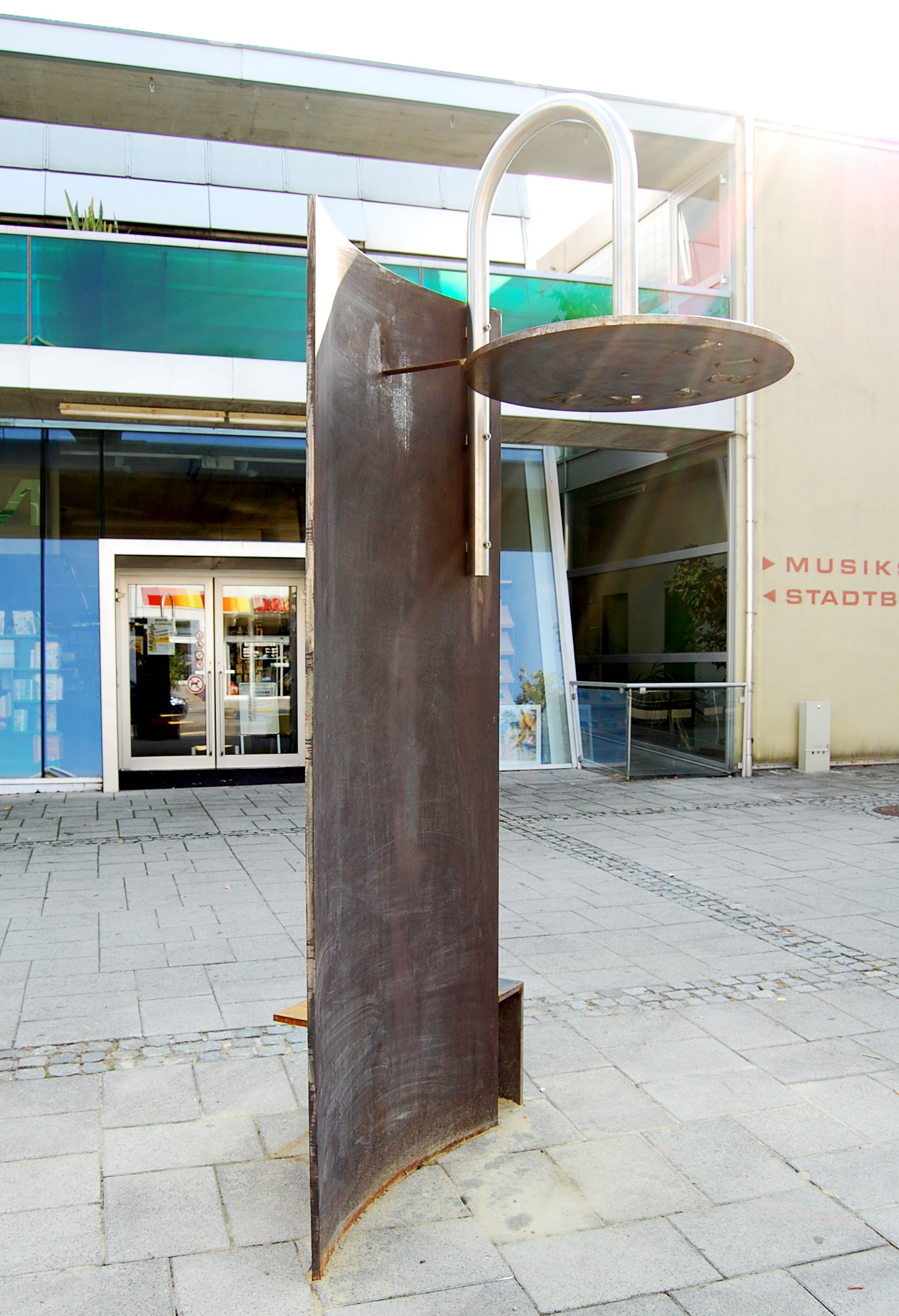
A Piefke-emlékmű

- Gänserndorfot az oszlopok városaként is említik, szerte a városban láthatóak, amelyeket ha párban állnak, akkor kapunak neveznek. Ilyen a shchönkircheni vagy a prottesi kapu.
- a Johann Gottfried Piefke-emlékmű a könyvtár előtt
- minden évben nyolc július-augusztusi hétvégén tartják a Sommerszene-t, ami szabadtéri koncerteket és gasztronómiai különlegességet kiváló nyári eseménysorozat.

A város kézilabdacsapata az UHC Gänserndorf.

## Testvérvárosok
- Malacka, Szlovákia

## Fordítás
- Ez a szócikk részben vagy egészben  a   Gänserndorf című német Wikipédia-szócikk ezen változatának fordításán alapul.  Az eredeti cikk szerkesztőit annak laptörténete sorolja fel. Ez a jelzés csupán a megfogalmazás eredetét és a szerzői jogokat jelzi, nem szolgál a cikkben szereplő információk forrásmegjelöléseként.